# زماراوات
زماراوات (الاسم العلمي: Zammarini)، قبيلة حشرات من نصفيات الأجنحة وفصيلة الزيز. مواطنها الأصيلة الأمريكتين، وخاصةً في الإقليم المداري الجديد.
هناك حوالي 12 جنسًا وما لا يقل عن 60 نوعًا موصوفًا في قبيلة الزماراوات.
وتشمل الأجناس التالية
- Borencona Davis, 1928
- Chinaria Davis, 1934
- Daza Distant, 1905
- Juanaria Distant, 1920
- Miranha Distant, 1905
- Odopoea Stål, 1861
- Onoralna Boulard, 1996
- Orellana Distant, 1905
- Procollina Metcalf, 1952
- Uhleroides Distant, 1912
- زمارة Amyot & Audinet-Serville, 1843
- Zammaralna Boulard & Sueur, 1996